# Télé satellite & numérique
 (avril 2014).
Si vous disposez d'ouvrages ou d'articles de référence ou si vous connaissez des sites web de qualité traitant du thème abordé ici, merci de compléter l'article en donnant les références utiles à sa vérifiabilité et en les liant à la section « Notes et références ».
Télé satellite devenu en 2009 Télé satellite et numérique était un magazine mensuel sur la télévision par satellite, la télévision numérique terrestre, la télévision par câble et l'ADSL. Elle traitait de l'actualité de ces nouvelles télévisions et des technologies liées. Éditée par le groupe TSPublications, la revue était distribuée à 50 000 exemplaires en France. Le groupe Télé Satellite Publications, propriétaire de Télé Satellite a cessé ses activités (décision de liquidation judiciaire rendue le 6 août 2012).

## Histoire
À partir d'octobre 1989, et après le lancement du magazine Broadcast, le mensuel Télé Satellite est créé par Patrice de Goy, François René, Antonio de Magalhaes, Daniel Renard, Christian D'Aufin et une équipe de journalistes de la région parisienne impliqués dans la radio FM, le domaine radio-amateur et la citizen-band. Dès lors, le groupe de presse TSP (Télé Satellite Publications) est à l'origine d'une série de titres de presses parmi lesquels :
- Télé Satellite (France, Portugal, Espagne)
- Satellites infos (réservé aux professionnels, renommé QualiProTV en janvier 2005)
- Cinéma chez soi (consacré au Home Cinéma)
- HomeCineMarket (consacré au Home Cinéma et réservé aux professionnels)
- Horizons Nature (consacré à la nature et l'environnement)
- Livres et Manuscrits (consacré aux manuscrits et livres rares)

Le mensuel Télé Satellite a su concurrencer son prédécesseur "Satellite TV" (version française du magazine britannique éponyme) dont la parution a cessé en 1997. 
Télé Satellite proposait de nombreux essais de matériel (démodulateurs, téléviseurs, enregistreurs à disque dur) ainsi que des articles consacrés à la technique et à la réception. Le magazine dressait également chaque mois le portrait d'une chaîne de télévision avec David Bernard-Bret (historien de la télévision), ainsi que celui d'une station de radio avec Mickaël Roix (coulissesmedias.com).
Dans son créneau, le groupe de presse TSP représente un exemple, même si certains choix hasardeux et une gestion un peu trop « familiale » ont été regrettés. Quelques échecs ont marqué son histoire, notamment un hebdomadaire conçu avec Alain Ayache (arrivé trop tôt et mal positionné), un mensuel sur la radio, une publication Sportel...
Le groupe de presse a été également présent dans le multimédias, la production d'émissions de télévision et de DVD.
Pour ses 20 ans (en novembre 2009), se généralisant dans la télévision numérique au sens large du terme (Satellite/TNT/Câble/ADSL), le mensuel change de nom pour "Télé Satellite et Numérique" .
Le dernier exemplaire de la revue est le numéro 269 (juin 2012).
Avec la reprise de l'activité numérique du titre fin 2012 par Frédéric Schmitt, "Télé Satellite et Numérique" continue sa vie sur le web malgré la disparition du magazine "papier".